# Modern Combat: Sandstorm
Modern Combat: Sandstorm — шутер от первого лица, разработанный и изданный компанией Gameloft для платформ iOS, webOS, Bada и Android. Это первая игра в серии Modern Combat, получившая продолжение в виде игры 2010 года Modern Combat 2: Black Pegasus, Modern Combat 3: Fallen Nation 2011 года, Modern Combat 4: Zero Hour в 2012 и Modern Combat 5: Blackout 2014 года

## Игровой процесс
Sandstorm очень напоминает игровым процессом игру Call of Duty 4: Modern Warfare. Игра включает в себя десять разнообразных сюжетных миссий, доступных игроку для выполнения. Основными врагами в игре, выступают арабские террористы, и очень часто, игрока сопровождают другие солдаты, сражаясь с ним бок о бок.
Передвижения персонажа осуществляются с помощью виртуального джойстика, а обзор и прицел — прокруткой по сенсорному экрану. Также персонаж умеет приседать, бросать гранаты, использовать оптический прицел на оружии, перезаряжатся и стрелять, используя виртуальные кнопки на экране. Управление возможно кастомизировать в главном меню.

## Сюжет
Уорент-офицер Майк Уорренс возвращается после ранения для проведения срочной службы на Ближнем востоке и воссоединяется со своим старым отрядом (Дозер, Райан, Фокс и капитан Джонс). Отряд Уорренса направляется для уничтожения радио форпоста террористов. После успешного выполнения этого задания, они укрываются в разрушенном отеле, ожидая эвакуации, но спасательный вертолёт сбивают и отряд спасается от наступающих сил противника на Хаммере.
Они направляются в больницу, чтобы захватить Абу Бахаа — лидера террористов. Уорренс и Дозер проникают в больницу через систему канализации, в то время как Райан и Джонс ожидают их на улице. Найдя цель, герои понимают что их обманули — вместо Бахии они находят куклу, а больница оказывается заминирована. Уорренсу и Дозеру удается сбежать невредимыми, но из за взрыва гибнет Райан.
После того, как герои находят Джонса, они отступают к докам, где Бахаа хранит ядерное оружие. Там они находят вход в огромную подземную базу. Уорренс отправляется искать ядерное оружие и сталкивается с Бахоой, но вынужден его отпустить из за риска ядерного взрыва. В конце концов, Бахее удается сбежать на грузовике. Отряд преследует его на Хаммере и после погони в туннеле, уводят автомобили в кювет.
Отряд находит еле живого Бахуу и собирается арестовать, но Джонс предает отряд, убивает Дозера и берет Фокса в заложники, требуя Уорренса сдаться, вместо чего Уорренс убивает предателя и Бахаа устраивает сильнейший взрыв, убивая последних выживших.
На момент окончания сюжета игры, в живых остаётся только Уорренс, который успел укрыться от взрыва. На родине он находит жену Фокса и рассказывает о геройстве её погибшего мужа.

## Вооружение в игре
В игре присутствуют разнообразные виды стрелкового оружия, включающие в себя два вида штурмовых винтовок, пулемёт, дробовик, снайперскую винтовку и гранатомёт. найти его можно во время миссий в ящиках.
В игре представлены такие образцы вооружения, как M16A3, MP5A2, M870, AK-47, M24 SWS, M249 и RPG-7.

## HD переиздание
Переиздание игры вышло 1 апреля 2010 года, эксклюзивно для iPad. В ней было обновлено управление, графика и добавлена поддержка больших разрешений.

## Критика
Игра получила крайне положительные отзывы. Большинство рецензентов отмечали прекрасную графику и инновационность игры, утверждая что игра стала большим прорывом и в целом знаковой для индустрии игрой, показав потенциал мобильных игр.